# Casa Musicale Eco
Casa Musicale Eco è un'etichetta discografica e casa editrice italiana.

## Storia
Fondata a Milano nel gennaio del 1948 per volontà di Eugenio Consonni, rivolge inizialmente la sua produzione al settore corale, liturgico e organistico, con la pubblicazione di partiture, libri e incisioni discografiche, rivolte prevalentemente ad organisti e direttori di coro.
Ha effettuato molteplici registrazioni audio sia su organi storici italiani che con Complessi corali in tutta Italia.
Al 1974 risale la prima partecipazione alla Rassegna internazionale delle Cappelle Musicali di Loreto, collaborazione che proseguirà per oltre 30 anni.
Nel 1975 subentrano nella gestione i figli di Eugenio Consonni e in quegli anni l'attività editoriale inizia a differenziarsi rivolgendosi con maggiore attenzione al settore della Didattica musicale nella scuola di ogni ordine e grado.
Nel settore dell'animazione musicale ha pubblicato i Canzonieri del repertorio Scout Nazionale dell'Agesci, ancora ampiamente diffusi.
Nel 1985 produce la prima registrazione italiana dell'integrale dell'Opera di Bach, vincitrice del premio della critica di Musica e Dischi e pubblicata integralmente anche in Giappone dalle Edizioni St. Paul (Società San Paolo).
Dal 1994 la società si trasferisce a Monza e diversifica ulteriormente la produzione in collane: "Chitarra e…", "Scuola Corale della Cattedrale", "Ensemble music" e altre, ampliando anche il proprio catalogo con testi di interesse musicale, non trascurando la musica contemporanea.
In totale le edizioni pubblicate sono oltre 1000 e più di 200 i CD prodotti.
Dal 2012, con la pubblicazione del primo testo su tematiche sociali, ha introdotto la nuova linea ð.